# People Can Fly
People Can Fly è una casa di sviluppo di videogiochi fondata nel febbraio 2002 a Varsavia, in Polonia. Il loro primo videogioco sviluppato è stato Painkiller, ma molti dei membri della casa avevano già svolto lavori per altre case minori e sviluppato diversi titoli, tra i quali "Gorky 17", conosciuto negli USA come "Odium". Lo studio è composto da circa 250 dipendenti. Il nome "People Can Fly" è stato scelto dalla squadra di sviluppo dopo una ricerca fatta su diversi nomi di album e canzoni di tipo metal/techno/ambient. Inoltre ha sviluppato Fortnite, uno dei giochi più di successo in tutto il mondo.

## Storia
Durante una intervista per la rivista di videogiochi polacca Neo Plus, Adrian Chmielarz ha descritto che l'acquisto da parte di Epic è stato un processo a tappe. Avendo avuto problemi a dare il proprio motore grafico in licenza, People Can Fly ha scelto di usare una soluzione di terze parti. La cosa portò la compagnia a interessarsi dell'Unreal Engine e al contatto con Epic Games. Dopo aver presentato una dimostrazione a Epic, lo studio People Can Fly venne assunto per creare contenuti aggiuntivi per la versione PC di Gears of War. Colpiti dalla qualità della collaborazione Epic decise di dare pieno appoggio alla casa polacca nello sviluppo della versione PC. Il successo di Gears of War per computer portò all'acquisizione formale della compagnia.
Dopo aver collaborato, con la stessa Epic Games, allo sviluppo di Bulletstorm; gli fu affidato lo sviluppo del 4º capitolo della saga Gears of War, con il nome di Gears of War: Judgment uscito il 19 marzo 2013.
Nel novembre 2013 People Can Fly è stata acquisita e ribattezzata Epic Games Poland, in linea con gli altri studi mondiali di Epic Games. Il 24 giugno 2015 lo studio ha annunciato di essersi separato da Epic Games per diventare di nuovo una società indipendente, ripristinando il nome e il logo precedenti. Secondo Sebastian Wojciechowski, amministratore delegato di People Can Fly in seguito alla scissione, lo studio ha lavorato sulla proprietà intellettuale di altri dal rilascio di Gears of War: Judgment e voleva tornare a creare i propri IP. Sebbene i dettagli esatti della scissione non siano stati resi pubblici, Wojciechowski lo descrisse come un "vero riscatto da parte del management". La società ha mantenuto i diritti sul franchise Bulletstorm e ha rivelato un progetto senza preavviso realizzato utilizzando Unreal Engine 4. People Can Fly ha continuato a lavorare con Epic Games sui loro progetti Fortnite e Spyjinx oltre a sviluppare i propri IP.
People Can Fly ha aperto uno studio di sviluppo a Newcastle upon Tyne nel settembre 2017, che includeva, tra gli altri, alcuni ex sviluppatori Ubisoft. Hanno aperto un secondo studio in Polonia a Rzeszów nel maggio 2018, coinvolgendo molti ex sviluppatori di CI Games in seguito a precedenti licenziamenti presso quello studio. Ciò ha portato il numero totale di dipendenti di People Can Fly a circa 160, rispetto a circa 40 nel 2015. Ciò ha accompagnato la notizia che People Can Fly stava lavorando con Square Enix su uno sparatutto AAA. Un quarto studio, People Can Fly New York, è stato aperto a giugno 2019, portando il numero totale di dipendenti di People Can Fly a circa 200. Nel luglio 2020, lo studio ha annunciato che un gioco di azione e avventura AAA era in produzione nel suo studio di New York per PC, console di nuova generazione e piattaforme di streaming. A questo punto, People Can Fly aveva raggiunto i 250 dipendenti.